# Niederländische Squashnationalmannschaft
Die niederländische Squashnationalmannschaft ist die Gesamtheit der Kader des niederländischen Squashverbandes Squash Bond Nederland. In ihm finden sich niederländische Sportler wieder, die ihr Land sowohl in Einzel- als auch in Teamwettbewerben national und international im Squashsport repräsentieren.

## Historie

### Herren
Die Niederlande nahm 1981 erstmals an einer Weltmeisterschaft teil und schloss das Turnier auf Rang 15 ab. Nach einem Startverzicht 1983 nahmen die Niederlande seitdem an jeder Endrunde teil. Das beste Resultat erzielte die Mannschaft 1991 mit dem sechsten Platz, die schlechteste Platzierung war ein 19. Rang bei der Weltmeisterschaft 1999.
Weit erfolgreicher waren die Niederlande bei Europameisterschaften, die jährlich seit 1973 ausgetragen werden. 1983, 1985 und 1991 erreichte die Mannschaft das Halbfinale und schloss das Turnier auf dem vierten Rang ab. Zwischen 2002 und 2011 hatte die Mannschaft ebenfalls immer mindestens das Halbfinale erreicht. 2005, 2006, 2008 und 2010 wurde sie nach einer Halbfinalniederlage noch Dritter, im Jahr 2007 zog sie zum bislang einzigen Mal ins Endspiel ein, wo sie England mit 0:4 unterlagen. Zum Kader gehörten 2007 Laurens Jan Anjema, Lucas Buit, Dylan Bennett, Tom Hoevenaars und Sebastiaan Weenink.

## Letzter WM-Kader
Bei der letzten Weltmeisterschaft 2023 bestand die niederländische Mannschaft aus den folgenden Spielern:
| Rang | Name           | Geburtsdatum       | WRL | Einsätze | Siege | Niederlagen |
| ---- | -------------- | ------------------ | --- | -------- | ----- | ----------- |
| 1.   | Rowan Damming  | 5. September 2004  | 80  | 5        | 3     | 2           |
| 2.   | Thijs Roukens  | 2. September 1998  | −   | 3        | −     | 3           |
| 3.   | Samuel Gerrits | 29. November 2004  | 265 | 3        | 2     | 1           |
| 4.   | Hjalmer Mols   | 22. September 2004 | 571 | 1        | −     | 1           |

## Bilanz
| Herren |                    |                    |                    |                    |                    |
| Jahr   | Austragungsort     | Runde              | Platzierung        | Siege              | Niederlagen        |
| 1967   | Melbourne          | nicht teilgenommen | nicht teilgenommen | nicht teilgenommen | nicht teilgenommen |
| 1969   | Birmingham         | nicht teilgenommen | nicht teilgenommen | nicht teilgenommen | nicht teilgenommen |
| 1971   | Palmerston North   | nicht teilgenommen | nicht teilgenommen | nicht teilgenommen | nicht teilgenommen |
| 1973   | Johannesburg       | nicht teilgenommen | nicht teilgenommen | nicht teilgenommen | nicht teilgenommen |
| 1976   | Birmingham         | nicht teilgenommen | nicht teilgenommen | nicht teilgenommen | nicht teilgenommen |
| 1977   | Toronto            | nicht teilgenommen | nicht teilgenommen | nicht teilgenommen | nicht teilgenommen |
| 1979   | Brisbane           | nicht teilgenommen | nicht teilgenommen | nicht teilgenommen | nicht teilgenommen |
| 1981   | Stockholm          | Gruppenphase       | 15.                | 3                  | 5                  |
| 1983   | Auckland           | nicht teilgenommen | nicht teilgenommen | nicht teilgenommen | nicht teilgenommen |
| 1985   | Kairo              | Gruppenphase       | 11.                | 6                  | 3                  |
| 1987   | London             | Gruppenphase       | 10.                | 5                  | 3                  |
| 1989   | Singapur           | Gruppenphase       | 13.                | 2                  | 6                  |
| 1991   | Helsinki           | Gruppenphase       | 6.                 | 4                  | 2                  |
| 1993   | Karatschi          | Gruppenphase       | 11.                | 1                  | 4                  |
| 1995   | Kairo              | Gruppenphase       | 17.                | 3                  | 3                  |
| 1997   | Petaling Jaya      | Gruppenphase       | 14.                | 4                  | 2                  |
| 1999   | Kairo              | Gruppenphase       | 19.                | 3                  | 3                  |
| 2001   | Melbourne          | Achtelfinale       | 14.                | 3                  | 3                  |
| 2003   | Wien               | Achtelfinale       | 11.                | 3                  | 3                  |
| 2005   | Islamabad          | Achtelfinale       | 12.                | 2                  | 4                  |
| 2007   | Chennai            | Viertelfinale      | 7.                 | 4                  | 3                  |
| 2009   | Odense             | Achtelfinale       | 14.                | 2                  | 4                  |
| 2011   | Paderborn          | Achtelfinale       | 9.                 | 4                  | 3                  |
| 2013   | Mülhausen          | Gruppenphase       | 18.                | 4                  | 3                  |
| 2015   | Kairo              | keine Austragung   | keine Austragung   | keine Austragung   | keine Austragung   |
| 2017   | Marseille          | nicht teilgenommen | nicht teilgenommen | nicht teilgenommen | nicht teilgenommen |
| 2019   | Washington, D.C.   | nicht teilgenommen | nicht teilgenommen | nicht teilgenommen | nicht teilgenommen |
| 2023   | Tauranga           | Gruppenphase       | 18.                | 2                  | 3                  |
| Gesamt | 17 / 27 Teilnahmen | 17 / 27 Teilnahmen | 0 Titel            | 55                 | 57                 |